# Bellaire (Ohio)
Bellaire – wieś w USA, w hrabstwie Belmont, w stanie Ohio.
Liczba mieszkańców w 2000 roku wynosiła 4 768.